# سائو ژی
سائو ژی (; ۱۹۲ - ۲۷ دسامبر ۲۳۲)،  نام محترم زیجیان (چینی:子建)، که پس از مرگ به عنوان شاهزاده سی چن (陈思王) شناخته می شود، شاهزاده ایالت سائو وی در دوره سه پادشاهی چین و شاعری برجسته در زمان خود بود. سبک شعر او که در دوران سلسله جین و سلسله های جنوبی و شمالی بسیار مورد احترام بود، به سبک جیانان معروف شد.
سائو ژی پسر سائو سائو ، یک جنگ سالار بود که در اواخر سلسله هان شرقی به قدرت رسید و پایه و اساس ایالت سائو وی را بنا نهاد. از آنجایی که سائو ژی زمانی برادر بزرگترش سائو پی را درگیر جنگ قدرت برای جانشینی پدرشان کرد، پس از اینکه برادر پیروز امپراتور شد و دولت کائو وی را تأسیس کرد، توسط برادر پیروز خود طرد شد. در اواخر عمرش، سائو ژی علیرغم درخواست های فراوانش برای دستیابی به مقام، اجازه دخالت در سیاست را نداشت.